# Baihar
Baihar é uma cidade e uma nagar panchayat no distrito de Balaghat, no estado indiano de Madhya Pradesh.

## Geografia
Baihar está localizada a 22° 06′ N, 80° 33′ L. Tem uma altitude média de 567 metros (1860 pés).

## Demografia
Segundo o censo de 2001, Baihar tinha uma população de 15 400 habitantes. Os indivíduos do sexo masculino constituem 51% da população e os do sexo feminino 49%. Baihar tem uma taxa de literacia de 67%, superior à média nacional de 59,5%; com 57% para o sexo masculino e 43% para o sexo feminino. 14% da população está abaixo dos 6 anos de idade.